# Ministerium für Sport der Russischen Föderation
Das Ministerium für Sport der Russischen Föderation (russisch: Министерство спорта Российской Федерации), oft abgekürzt als Minsport, ist ein Bundesministerium der Regierung Russlands.

## Geschichte

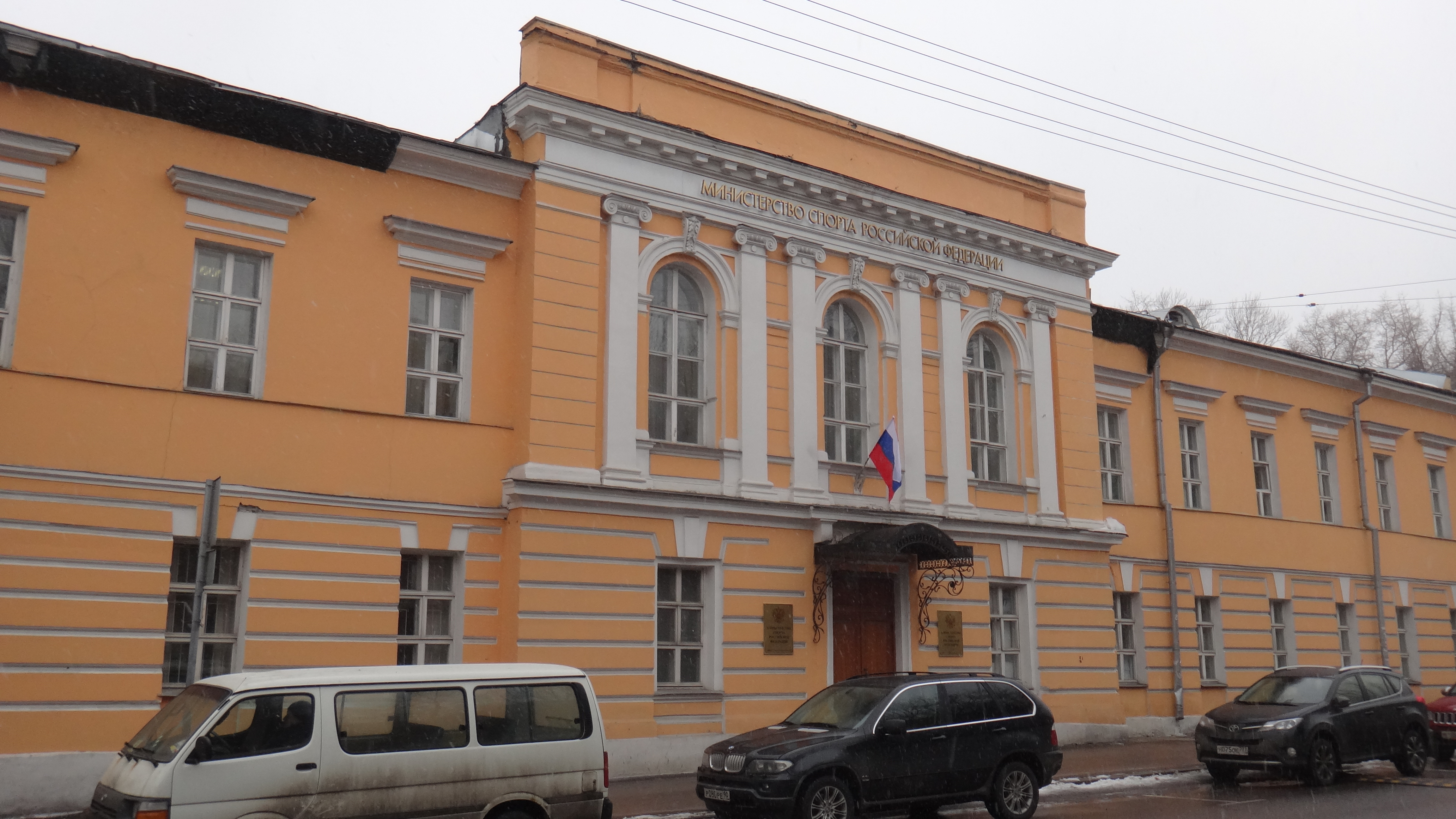
Sitz des Ministeriums für Sport in Moskau

Zur Optimierung der Organstruktur der Russischen Föderation wurde am 7. Oktober 2008 die Bundesanstalt für Körperkultur und Sport (Rossport) aufgelöst. Die Funktionen des aufgelösten Organs wurden dem neu gebildeten Ministerium für Sport, Tourismus und Jugendpolitik der Russischen Föderation übertragen.
Am 21. Mai 2012 wurde das Ministerium für Sport, Tourismus und Jugendpolitik der Russischen Föderation per Dekret des Präsidenten der Russischen Föderation in das Sportministerium der Russischen Föderation umgewandelt. Die Funktionen des Tourismusressorts wurden dem Kulturministerium der Russischen Föderation übertragen, während die Aufgaben der Entwicklung der Jugendpolitik dem Ministerium für Bildung und Wissenschaft der Russischen Föderation übertragen wurden.

## Minister
- 21. Mai 2012 bis 18. Oktober 2016: Witali Leontjewitsch Mutko
- 19. Oktober 2016 bis 15. Januar 2020: Pawel Anatoljewitsch Kolobkow
- seit  21. Januar 2020: Oleg Wassiljewitsch Matyzin